# Ælfgifu (Ehefrau Eadwigs)
Ælfgifu (auch: Elgiva) war als Ehefrau von König Eadwig (Edwy) von etwa 955 bis 958 Königin von England. Ihre Ehe mit Eadwig wurde schon wenige Jahre nach der Heirat wieder annulliert, vermutlich als Ergebnis von Auseinandersetzungen von zwei sich feindlich gegenüberstehenden Gruppierungen am Königshof. Nicht ganz eindeutige historische Quellen lassen vermuten, dass Ælfgifu als wohlhabende Landbesitzerin bis zu ihrem Tod mit Eadwigs Nachfolger Edgar und der königlichen Familie weiter verbunden war.

## Leben

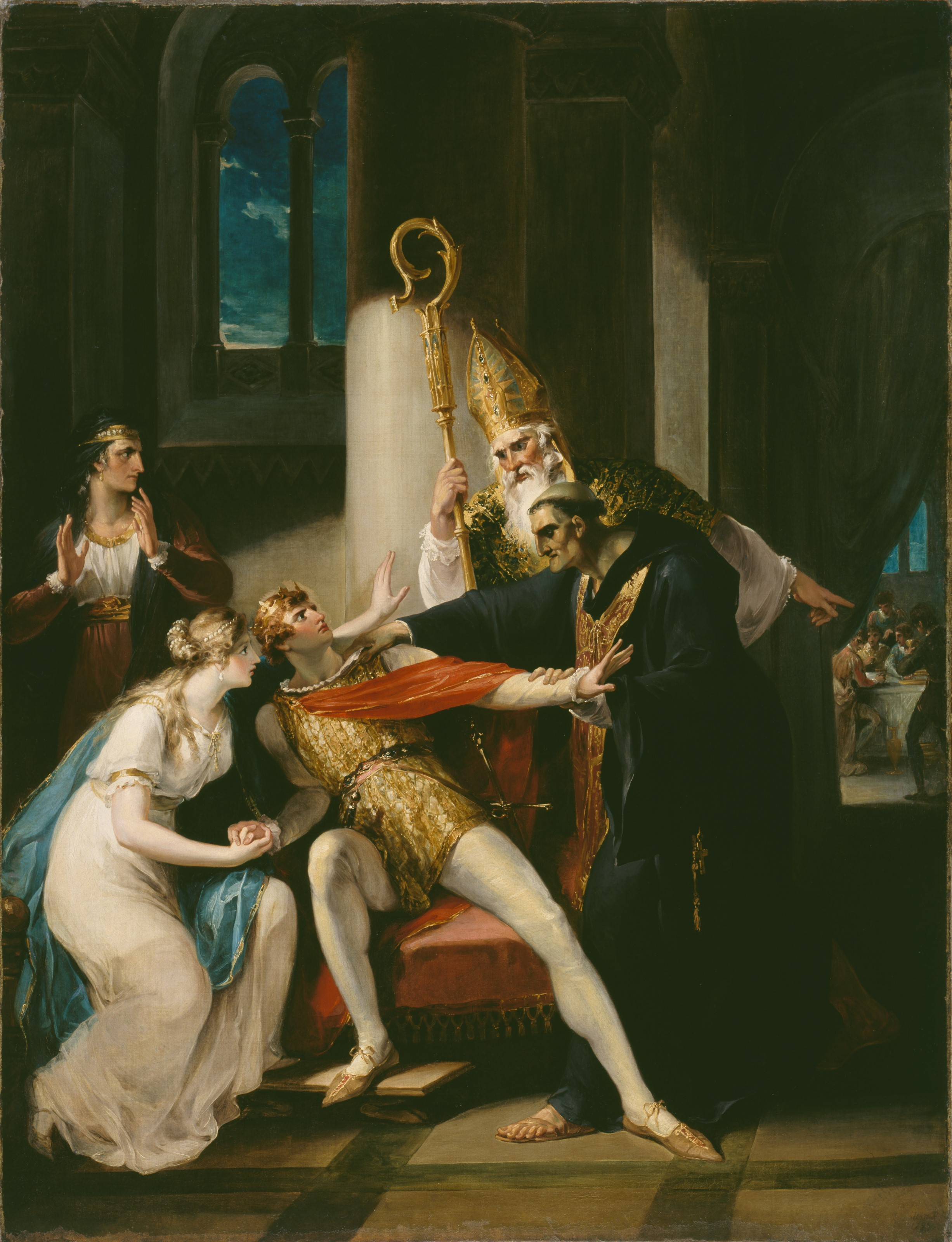
Edwy and Elgiva: A Scene from Saxon History, Darstellung aus dem 18. Jahrhundert von William Hamilton, Museum of Fine Arts, Houston

Für Ælfgifus familiären Hintergrund sind in der heutigen historischen Forschung basierend auf der schwachen Quellenlage verschiedene Theorien vorgebracht worden. Eine Theorie lautet, dass Ælfgifu die Schwester des Chronisten Ælthelweard war. Dafür spräche auch, dass Ælthelweard einen der wenigen positiven Berichte über Eadwigs Regierungszeit verfasst hat, denn Eadwig wird sonst als junger und schwacher König dargestellt. Nach dieser Annahme ist Ælfgifu auch mit der Königsfamilie und mit Eadwig verwandt, und Æthelwulf, König von Wessex und Vater von Alfred dem Großen, wäre der gemeinsame Vorfahr. Alternativ, so die Forschung, könnte Ælfgifu mit der königlichen Familie über Ealhswith, Ehefrau von Alfred dem Großen, verwandt sein: Sie könnte in direkter Linie von Ealhswiths Bruder abstammen.
Eine Szene aus der Hagiographie von Dunstan (Vita S. Dunstani) aus dem späten 10. Jahrhundert ist in die Geschichtsschreibung und auch in die Legendenbildung um Eadwig und Ælfgifu eingegangen: Nach dieser Beschreibung des Lebens von Dunstan hat dieser Eadwig bei seiner Krönungsfeier dabei ertappt, wie Eadwig sich von der Feier entfernt hatte und sich mit zwei Frauen sexuell vergnügte, diese wurden später als Æthelgifu und ihre Tochter Ælfgifu identifiziert. Laut dieser Darstellung hatte Æthelgifu geplant, den König zu verführen und ihn dazu zu bringen, sie oder ihre Tochter zu heiraten. Laut einer anderen Version der Geschichte stritten der König und Dunstan, woraufhin Dunstan ins Exil gehen musste. Der Geschichtsschreiber Wilhelm von Malmesbury, der im 12. Jahrhundert schreibt, berichtet von dem Vorfall ebenfalls und schreibt, dass der König „in der Umarmung der Hure“ angetroffen wurde. Der Chronist Roger von Wendover fügte im 13. Jahrhundert noch weitere Ausschmückungen hinzu: So soll die Mutter gedroht haben, dass sie Dunstan blenden lassen würde, wenn er nach England zurückkehren würde.
Die Heirat von Eadwig und Ælfgifu fand kurz nach der Krönung des damals 15-jährigen Eadwigs als König von England statt. Die Heirat muss einen Bruch mit Eadgifu, der Königswitwe und Eadwigs Großmutter, bewirkt oder signalisiert haben. Nach Eadwigs Krönung verschwanden auch Dunstan, damals Abt von Glastonbury, und Cynesige, Bischof von Lichfield, vom Königshof. Die heutige historische Forschung sieht einen Konflikt zwischen mehreren Parteien am Königshof, mit Eadwig auf der einen Seite und mit Dunstan und Erzbischof Oda als Unterstützer von Eadwigs Bruder Edgar auf der anderen Seite. Die Heirat mit Ælfgifu, einer Adeligen royaler Herkunft aus dem Südwesten Englands, könnte dazu gedient haben, die Position Eadwigs zu stärken. Die legendenhafte Geschichte um Dunstan, Eadwig und Ælfgifu am Krönungstag Eadwigs könnte insofern einen wahren Kern enthalten, dass sie die Konflikte am Königshof widerspiegelt.
Einige Jahre nach der Thronbesteigung Eadwigs scheinen Eadwigs Gegner wieder die Oberhand gewonnen zu haben: Laut Angelsächsischer Chronik annullierte Erzbischof Oda die Ehe zwischen Eadwig und Ælfgifu wegen zu naher Blutsverwandtschaft. Es ist wahrscheinlich, dass nicht die Blutsverwandtschaft zwischen Eadwig und Ælfgifu das Problem war, sondern Eadwigs Gegner ihn von seiner Ehefrau trennen wollten. Auch denkbar ist, dass die Königswitwe Eadgifu die Königin Ælfgifu vom Hof entfernen lassen wollte, um die Position ihres zweiten Enkels Edgar zu stärken und um ihre eigene hervorgehobene Position als Königswitwe zu erhalten.
Ælfgifu scheint trotz der Annullierung der Ehe ein Leben als wohlhabende Landbesitzerin bis zu ihrem Tod geführt zu haben: Indiz dafür ist ein bis heute überliefertes Testament einer Frau namens Ælfgifu. Viele, wenn auch nicht alle Historiker halten Ælfgifu, die ehemalige Königin, und die Verfasserin dieses Testaments für dieselbe Person. Aus dem Testament geht hervor, dass Ælfgifu Schmuck und umfangreiche Ländereien zu vererben hatte. Besonders interessant ist in diesem Zusammenhang eine Goldkette, ein Armband und ein Trinkbecher, die an „die Königin“ vererbt wurden, ein Indiz, dass Ælfgifu möglicherweise Kontakte zum Königshof hielt und mit einer von Edgars Ehefrauen bekannt war.

## Rezeption
Die Geschichte von Ælfgifu und Eadwig während des Krönungsfests in Kingston fand nicht nur Eingang in Geschichtsschreibung, sondern wurde auch in Dramen und in der bildenden Kunst verarbeitet, so etwa von William Hamilton (Edwy and Elgiva: A Scene from Saxon History) und von John Everett Millais (Elgiva Seized by Order of Archbishop Odo).